# Corwin Springs
Corwin Springs – jednostka osadnicza w Stanach Zjednoczonych, w stanie Montana, w hrabstwie Park.